# Через все годы
«Через все годы» (рабочее название: «Нам есть что вспомнить») — советский драматический фильм на тематику Великой Отечественной войны, снятый в 1984 году режиссёром Василием Ордынским по сценарию, написанному им совместно с Олегом Стукаловым.
Премьера фильма состоялась 19 марта 1985 года. Фильм посмотрели 1,2 млн зрителей за первый год проката.

## Сюжет
Александр Дёмин и Васса Дружинина, жители небольшого приволжского города, полюбили друг друга в школьные годы. Однако судьба разлучила влюблённых; в 1939 году отца Вассы, работавшего лётчиком, арестовывают по ложному обвинению, а в 1945 году Саша случайно встречает Дружинину. Они разыгрывают фронтовую свадьбу, а наутро девушка гибнет. Спустя 20 лет, в Москве Александра ждёт дочь, названная Вассой в память о погибшей в немецком городе.

## Роли исполняют
- Ольга Битюкова — Васса Дружинина
- Андрей Алёшин — Александр Дёмин
- Герман Юшко — Егор Дружинин
- Ирина Губанова — Ольга Дружинина
- Андрей Мартынов — Василий Дёмин
- Майя Булгакова — Елена Степановна Дёмина
- Елена Кузнецова — Катя
- Елена Сотникова — Надя
- Юрий Горобец — Вельяминов
- Вера Каншина — Нина
- Ганс Иохим Рериг — Бетке
- Андрей Арзяев — Котька
- Людмила Полякова — переводчица
- Леонид Куравлёв — Орехов

## Съёмочная группа
- Режиссёр-постановщик: Василий Ордынский
- Авторы сценария: Василий Ордынский, Олег Стукалов
- Оператор-постановщик: Михаил Биц
- Художник-постановщик: Георгий Колганов
- Композитор: Вениамин Баснер
- Звукорежиссёр: Ольга Буркова

## О фильме
Давно хотел сделать картину о моём сверстнике, человеке активной нравственной позиции, участнике многих важных событий в истории нашей страны. Сценарий мы с драматургом Олегом Стукаловым-Погодиным построили как цепь эпизодов из жизни нашего героя, физика Александра Дёмина. Воплотить этот образ выпало молодому актёру, выпускнику ГИТИСа Андрею Алёшину. Он, как мне кажется, сумел справиться со своей нелёгкой задачей — убедительно сыграть драматическую «возрастную роль» (от 18 до 60 лет).
— Василий Ордынский

## Критика
Фильм своим общим пафосом отвечает на известный вопрос поэта: «Хотят ли русские войны?». Не хотят! Не могут хотеть. Не может хотеть её Александр Дёмин, через свою жизнь пронёсший завещанный отцами революционный дух созидания, устремлённый в будущее, жажду счастья для всех людей планеты. Без единой царапины прошёл он сквозь свинцовый ад войны. Но сердце его до сих пор кровоточит.
— В. Вишняков, журнал «Советский экран»